# Pontins Spring Open
Die Pontins Spring Open waren ein Snookerturnier, das trotz ihres Amateurstatus zu den wichtigsten Snookerturnieren ihrer Zeit zählte. Am Turnier, das zwischen 1974 und 2011 jährlich im Frühjahr im Pontins Prestatyn Sands Holiday Park im nordwalisischen Prestatyn ausgetragen wurde, nahmen sowohl Profispieler als auch Amateure teil. Mit je drei Titeln sind Ken Doherty und Stuart Bingham Rekordsieger.

## Geschichte
Ab Beginn der 1970er-Jahre waren die Freizeitparks der Kette Pontins ein wichtiger Ort für Snookerspieler, um Einnahmen zu generieren, beispielsweise bei Exhibitions. Um zusätzliche Gäste anzuziehen, veranstaltete das Unternehmen regelmäßig sogenannte Festivals, in deren Rahmen mehrere Snookerturniere stattfanden. Das wichtigste dieser Festivals war das jährliche Frühlingsevent, in dessen Rahmen verschiedenste Turniere für sämtliche Klassen stattfanden. Neben dem professionellen Pontins Professional waren dabei die Pontins Spring Open das wichtigste dieser Events. Pontins lud zu letzterem Turnier einige Profispieler ein und veranstaltete ein Qualifikationsturnier, bei dem Amateure (und ggf. nicht eingeladene Profispieler) sich für die Hauptrunde des Turnieres qualifizieren konnten. Die Teilnehmerzahlen dieser Qualifikationsevents konnten die Tausendergrenze mitunter übersteigen. Im Hauptturnier mussten die Profispieler als Handicap den Amateuren einen gewissen Vorsprung an Punkten geben.
Darüber hinaus gab es mit den Pontins Autumn Open ein Herbst-Pendant, das aber über weite Teile der Turniergeschichte unwichtiger als die Pontins Spring Open waren. Insbesondere in den ersten Jahren zogen vor allem die Pontins Spring Open die Spieler der Weltspitze an, in den späteren Jahren glich sich dies allerdings an. Beginnend mit der Erstausgabe 1974 fanden beide Turniere bis 2011 jährlich statt. Über die Jahre hinweg wurden bei den Pontins Spring Open verschiedene Best-of-Modi ausprobiert. Insgesamt konnten die meisten Spieler das Turnier nur einmal gewinnen, Rekordsieger sind der Ire Ken Doherty und der Engländer Stuart Bingham mit je drei Titeln. Jüngster Sieger des Turnieres wurde 2003 Judd Trump, der mit 13 Jahren Altmeister Mike Hallett besiegte. Das höchste bekannte Break spielte Willie Thorne.

## Sieger
| Jahr                                 | Austragungsort                                 | Sieger                               | Ergebnis                             | Finalist                             | Sponsor                              |                                      |
| Pontins Spring Open – Pro-Am-Turnier | Pontins Spring Open – Pro-Am-Turnier           | Pontins Spring Open – Pro-Am-Turnier | Pontins Spring Open – Pro-Am-Turnier | Pontins Spring Open – Pro-Am-Turnier | Pontins Spring Open – Pro-Am-Turnier | Pontins Spring Open – Pro-Am-Turnier |
| ------------------------------------ | ---------------------------------------------- | ------------------------------------ | ------------------------------------ | ------------------------------------ | ------------------------------------ | ------------------------------------ |
| 1974                                 | Prestatyn Pontins Prestatyn Sands Holiday Park | Doug Mountjoy                        | 7:4                                  | John Spencer                         | Pontins                              |                                      |
| 1975                                 | Prestatyn Pontins Prestatyn Sands Holiday Park | Ray Reardon                          | 7:1                                  | John Virgo                           | Pontins                              |                                      |
| 1976                                 | Prestatyn Pontins Prestatyn Sands Holiday Park | Doug Mountjoy                        | 7:1                                  | Lance Pibworth                       | Pontins                              |                                      |
| 1977                                 | Prestatyn Pontins Prestatyn Sands Holiday Park | Alex Higgins                         | 7:4                                  | Terry Griffiths                      | Pontins                              |                                      |
| 1978                                 | Prestatyn Pontins Prestatyn Sands Holiday Park | Steve Davis                          | 7:6                                  | Tony Meo                             | Pontins                              |                                      |
| 1979                                 | Prestatyn Pontins Prestatyn Sands Holiday Park | Steve Davis                          | 7:3                                  | Jimmy White                          | Pontins                              |                                      |
| 1980                                 | Prestatyn Pontins Prestatyn Sands Holiday Park | Willie Thorne                        | 7:3                                  | Cliff Wilson                         | Pontins                              |                                      |
| 1981                                 | Prestatyn Pontins Prestatyn Sands Holiday Park | John Hargreaves                      | 7:2                                  | Cliff Wilson                         | Pontins                              |                                      |
| 1982                                 | Prestatyn Pontins Prestatyn Sands Holiday Park | John Parrott                         | 7:4                                  | Ray Reardon                          | Pontins                              |                                      |
| 1983                                 | Prestatyn Pontins Prestatyn Sands Holiday Park | Terry Griffiths                      | 7:3                                  | Ray Reardon                          | Pontins                              |                                      |
| 1984                                 | Prestatyn Pontins Prestatyn Sands Holiday Park | Neal Foulds                          | 7:4                                  | Doug Mountjoy                        | Pontins                              |                                      |
| 1985                                 | Prestatyn Pontins Prestatyn Sands Holiday Park | Jim Chambers                         | 7:6                                  | John Parrott                         | Pontins                              |                                      |
| 1986                                 | Prestatyn Pontins Prestatyn Sands Holiday Park | John Parrott                         | 7:6                                  | Tony Putnam                          | Pontins                              |                                      |
| 1987                                 | Prestatyn Pontins Prestatyn Sands Holiday Park | Stefan Mazrocis                      | 7:2                                  | Barry Pinches                        | Pontins                              |                                      |
| 1988                                 | Prestatyn Pontins Prestatyn Sands Holiday Park | Ken Doherty                          | 7:5                                  | Colin Morton                         | Pontins                              |                                      |
| 1989                                 | Prestatyn Pontins Prestatyn Sands Holiday Park | Peter Ebdon                          | 7:4                                  | Ken Doherty                          | Pontins                              |                                      |
| 1990                                 | Prestatyn Pontins Prestatyn Sands Holiday Park | Tony Rampello                        | 7:3                                  | Paul Davies                          | Pontins                              |                                      |
| 1991                                 | Prestatyn Pontins Prestatyn Sands Holiday Park | Mike Hallett                         | 7:5                                  | Wayne Brown                          | Pontins                              |                                      |
| 1992                                 | Prestatyn Pontins Prestatyn Sands Holiday Park | Declan Hughes                        | 7:2                                  | Steve James                          | Pontins                              |                                      |
| 1993                                 | Prestatyn Pontins Prestatyn Sands Holiday Park | Mike Hallett                         | 7:6                                  | Steve James                          | Pontins                              |                                      |
| 1994                                 | Prestatyn Pontins Prestatyn Sands Holiday Park | Wayne Brown                          | 7:3                                  | Graeme Dott                          | Pontins                              |                                      |
| 1995                                 | Prestatyn Pontins Prestatyn Sands Holiday Park | Mark Williams                        | 7:4                                  | Peter Ebdon                          | Pontins                              |                                      |
| 1996                                 | Prestatyn Pontins Prestatyn Sands Holiday Park | Ken Doherty                          | 7:3                                  | Darren Morgan                        | Pontins                              |                                      |
| 1997                                 | Prestatyn Pontins Prestatyn Sands Holiday Park | Ken Doherty                          | 7:6                                  | Paul Bunyard 1                       | Pontins                              |                                      |
| 1998                                 | Prestatyn Pontins Prestatyn Sands Holiday Park | James McGouran                       | 7:0                                  | Neal Foulds                          | Pontins                              |                                      |
| 1999                                 | Prestatyn Pontins Prestatyn Sands Holiday Park | John Gallagher                       | 7:4                                  | Luke Simmonds                        | Pontins                              |                                      |
| 2000                                 | Prestatyn Pontins Prestatyn Sands Holiday Park | Ian Preece                           | 7:4                                  | Scott MacKenzie                      | Pontins                              |                                      |
| 2001                                 | Prestatyn Pontins Prestatyn Sands Holiday Park | Luke Simmonds                        | 7:5                                  | Brian Morgan                         | Pontins                              |                                      |
| 2002                                 | Prestatyn Pontins Prestatyn Sands Holiday Park | Paul Sweeny                          | 4:3                                  | Scott MacKenzie                      | Pontins                              |                                      |
| 2003                                 | Prestatyn Pontins Prestatyn Sands Holiday Park | Judd Trump                           | 4:2                                  | Mike Hallett                         | Pontins                              |                                      |
| 2004                                 | Prestatyn Pontins Prestatyn Sands Holiday Park | Stuart Bingham                       | 5:3                                  | Wayne Cooper                         | Pontins                              |                                      |
| 2005                                 | Prestatyn Pontins Prestatyn Sands Holiday Park | Jamie Cope                           | 5:0                                  | Mike Finn                            | Pontins                              |                                      |
| 2006                                 | Prestatyn Pontins Prestatyn Sands Holiday Park | Stuart Bingham                       | 5:2                                  | Tom Harris                           | Pontins                              |                                      |
| 2007                                 | Prestatyn Pontins Prestatyn Sands Holiday Park | Leo Fernandez                        | 5:2                                  | Daniel Wells                         | Pontins                              |                                      |
| 2008                                 | Prestatyn Pontins Prestatyn Sands Holiday Park | David Grace                          | 5:1                                  | Nigel Bond                           | Pontins                              |                                      |
| 2009                                 | Prestatyn Pontins Prestatyn Sands Holiday Park | Stuart Bingham                       | 5:1                                  | Matthew Couch                        | Pontins                              |                                      |
| 2010                                 | Prestatyn Pontins Prestatyn Sands Holiday Park | Nigel Bond                           | 5:2                                  | Stephen Craigie                      | Pontins                              |                                      |
| 2011                                 | Prestatyn Pontins Prestatyn Sands Holiday Park | Leo Fernandez                        | 5:1                                  | Sydney Wilson                        | Pontins                              |                                      |